# Les Barratt
Leslie Edwin Barratt (sinh ngày 13 tháng 8 năm 1945) là một cựu cầu thủ bóng đá người Anh thi đấu ở vị trí tiền đạo tầm xa.